# Christophe Carrière
Pour les articles homonymes, voir Carrière.
Christophe Carrière, né le 15 décembre 1964 à Clichy, est un journaliste, écrivain et critique de cinéma français. Il est notamment connu pour sa participation à l'émission Touche pas à mon poste ! en tant que chroniqueur de 2010 à 2020.

## Biographie

### Enfance et débuts

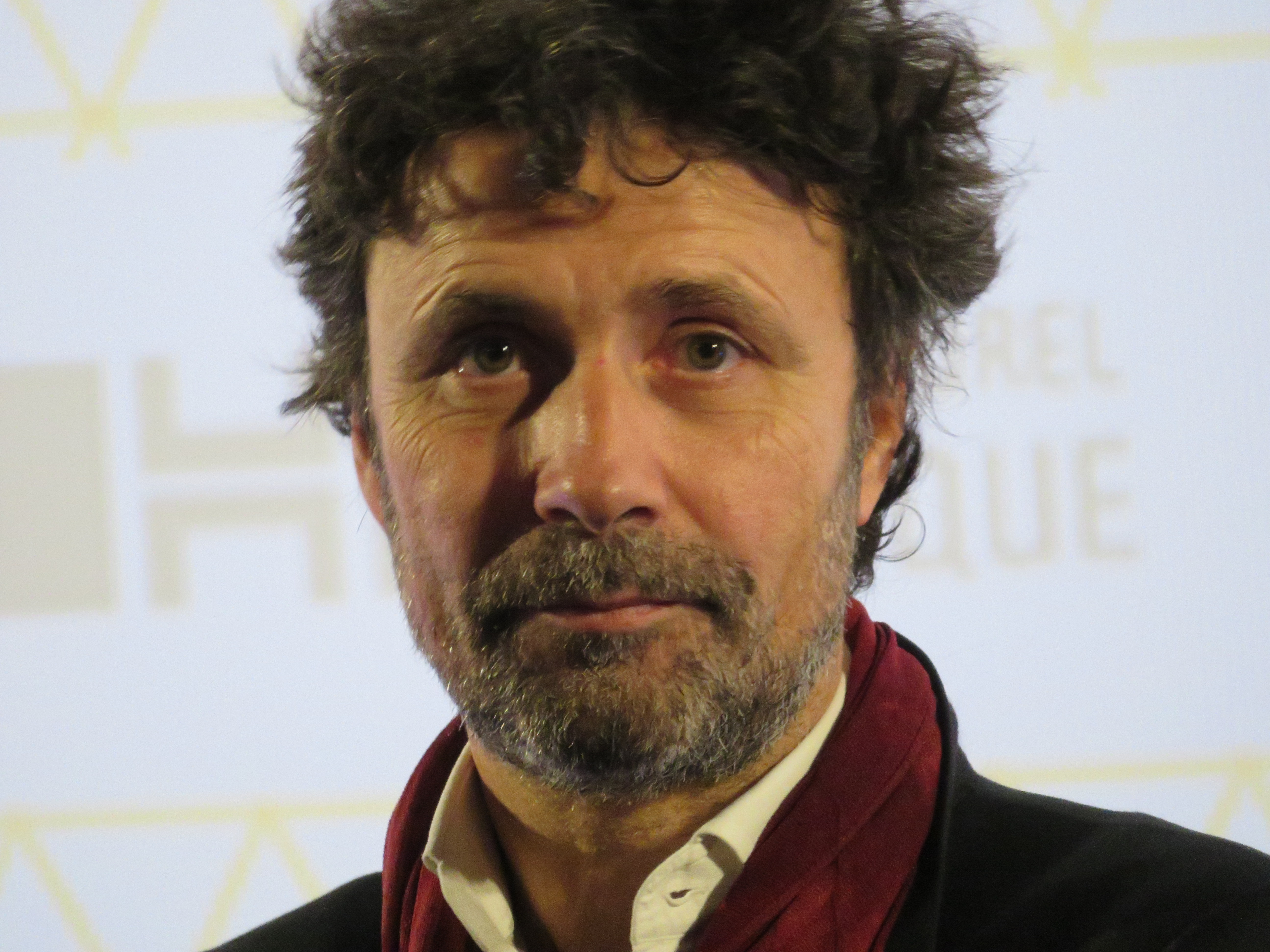
Christophe Carrière, lors de l'avant-première du film de Jean-Pierre Améris Je vais mieux, le 24 11 2017.

Il naît le 15 décembre 1964 à Clichy dans les Hauts-de-Seine. Christophe Carrière vit une enfance difficile à cause de son beau-père violent qui le frappe ou l'oblige à manger dans la gamelle du chien. L'école est sa seule échappatoire mais son beau père l'oblige à arrêter ses études.
Par la suite, il vend des légumes sur des marchés à Rungis. À l'âge de 18 ans, il décide de quitter sa famille après plusieurs petits boulots et quelques rencontres.

### Carrière journalistique et médiatique
En 1985, il devient critique de cinéma et crée la revue Septième Art (rebaptisée Septième Artifice début 1989, pour des raisons de marque déposée), consacrée au cinéma. Il avoue, dans Touche pas à mon poste !, avoir eu recours à un « baron», un complice passant pour un client normal qui faisait semblant d'acheter le magazine afin d'inciter les gens à faire de même. Au début de sa carrière dans le journalisme cinéma, il rédige les jaquettes de films pornographiques comme Germi-anal.
En 1994, il rentre au magazine Première. Il collabore également à Nova Magazine et Radio Nova, et fait ses débuts à la télévision sur Paris Première.
En 2002, il prend la direction de la rubrique cinéma de L'Express.
Depuis 2010, il fait partie de l'équipe de chroniqueurs de Touche pas à mon poste !, présenté par Cyril Hanouna et diffusée sur France 4 puis D8. Il s'y fait remarquer par sa coiffure atypique et par son hostilité envers les émissions de télé-réalité.
En 2012, il participe à l'émission Vous avez du talent, diffusée sur IDF1 en proposant deux sketchs.
Il participe régulièrement en tant que spécialiste cinéma à des émissions, tels Fan des années sur TMC ou des documentaires sur Louis De Funès, le Splendid et Coluche sur D8.
En 2014, il anime, aux côtés de Caroline Diament et Willy Rovelli, une émission de cache-cache sur Gulli intitulée Cache-toi si tu peux.
En 2015, en parallèle de son métier de chroniqueur dans Touche pas à mon poste ! et à L'Express, il sort son premier roman, Un père et passe, inspiré de sa propre enfance qu'il a passée entre un père inconnu, une mère prostituée et un beau-père proxénète et violent. Le titre de son ouvrage est un jeu de mots faisant référence à la formule du jeu de la roulette « Impair et passe », Christophe Carrière étant habitué des casinos puisqu'il est également joueur de poker, il a notamment affronté l'animatrice Estelle Denis et Cyril Hanouna, l'animateur de Touche pas à mon poste !. Ce jeu de mots a déjà été utilisé dans le film homonyme de Sébastien Grall en 1989.
Depuis environ 2015, il est de moins en moins présent dans TPMP dont il est pourtant l'un des chroniqueurs historiques. S'il est toujours en bons termes avec Cyril Hanouna, Christophe Carrière n'apparaît plus que dans les émissions animées par Julien Courbet car il serait plus sérieux et moins "déconne",.
En 2016, il publie C'est pas grave, ça va pas durer aux Éditions Michel Lafon. L'année suivante parait Patrick Dewaere, l'écorché, le second livre qu'il consacre au comédien.
De septembre 2017 à 2020, il est chroniqueur dans l'émission C'est que de la télé ! sur C8 présenté par Valerie Benaim, où il s'intéresse et décrypte l'actualité média. L'émission est diffusée en direct juste avant Touche pas à mon Poste ! dont CQDLT est un dérivé.
Après avoir quitté L'Express et la fin de sa collaboration en 2020 avec les émissions d'H2O Productions, il devient auto-entrepreneur et collabore à la pige avec différents magazine.

### Vie privée
Christophe Carrière est père de trois enfants : Mickaël (né en 1985 d'une première union), Louise (née en 2007) et Louna (née en 2010). Le 19 janvier 2017, il déclare sur le plateau de Touche pas à mon Poste ! être grand-père depuis peu.

## Télévision
Comme chroniqueur :
- 2010-2017 puis 2019 : Touche pas à mon poste ! — C8
- 2017-2020 : C'est que de la télé ! — C8
- Juin 2018 : La télé même l'été - C8
- 2018 puis 2019-2020 : TPMP Ouvert à tous C8

Comme animateur :
- 2014 : Cache-toi si tu peux — Gulli

## Filmographie
Christophe Carrière a joué des petits rôles dans deux films :
- 2000 : Les Gens qui s'aiment de Jean-Charles Tacchella : un journaliste
- 2009 : Je l'aimais de Zabou Breitman : l'ami d'enfance de Pierre

## Publications
- RRRrrrr !!!, le making of en papier, avec Alain Chabat et les Robins des Bois, Les Arènes, 2004
- Patrick Dewaere, une vie, Éditions Balland, 2012
- Yves Mourousi, Ombre et lumière, Éditions Balland, 2013
- Un père et passe, Éditions Michel Lafon, 2015
- C'est pas grave, ça va pas durer, Éditions Michel Lafon, 2016
- Patrick Dewaere, l'écorché, Éditions Michel Lafon, 2017